# Skudefart
Skudefart var en skibsfart der udelukkende drejede sig om handel, og traditionelt set foregik den til Sydnorges beboede kyster - helt præcist Sørlandet med havnene Flekkefjord, Mandal, Kristiansand, Arendal og Risør.
De vigtigste ladepladser i Danmark var primært Klitmøller, Hansted, Thorup strand, Slettestrand, Løkken og Blokhus. Klitmøller anses hos mange, som hovedsædet for skudefarten. Skudefarten kaldtes almindeligvis skudehandelen, ligesom de skippere, der drev den og ejede skuder, kaldtes skudehandlere og skudeejere.